# Francesco Zappa (álbum)
Francesco Zappa es un álbum de Frank Zappa de 1984. Es un álbum de música de cámara compuesta por el autor italiano Francesco Zappa, que compuso entre 1793 y 1788. Frank Zappa se encontró con sus composiciones en la librería de la Universidad de California, Berkeley. Se desconoce si tienen algún parentesco entre ellos.

## Lista de canciones
Todo compuesto por Francesco Zappa y ejecutado por Frank Zappa con un Synclavier.

### Cara B
1. "Opus I: No. 1 First Movement: Andante" – 3:32
2. "No. 1 2nd Movement: Allegro con brio" – 1:27
3. "No. 2 1st Movement: Andantino" – 2:14
4. "No. 2 2nd Movement: Minuetto grazioso" – 2:04
5. "No. 3 1st Movement: Andantino" – 1:52
6. "No. 3 2nd Movement: Presto" – 1:50
7. "No. 4 1st Movement: Andante" – 2:20
8. "No. 4 2nd Movement: Allegro" – 3:04
9. "No. 5 2nd Movement: Minuetto grazioso" – 2:29
10. "No. 6 1st Movement: Largo" – 2:08
11. "No. 6 2nd Movement: Minuet" – 2:03

1. "Opus IV: No. 1 1st Movement: Andantino" – 2:47
2. "No. 1 2nd Movement: Allegro assai" – 2:02
3. "No. 2 2nd Movement: Allegro assai" – 1:20
4. "No. 3 1st Movement: Andante" – 2:24
5. "No. 3 2st Movement: Tempo di minuetto" – 2:00
6. "No. 4 1st Movement: Minuetto" – 2:10